# Big Brother Talkshowet
Big Brother Talkshowet var et show var blev sendt i årene 2001-2005 på TvDanmark. Programmet blev sendt om søndagen kl. 19.00 som et godtgrin til seerende.
Tilbage til Big Brother Danmark